# Château de la Roche (Annesse-et-Beaulieu)
Pour les articles homonymes, voir Château de La Roche.
Le château de la Roche est un château français implanté sur la commune d'Annesse-et-Beaulieu dans le département de la Dordogne, en région Nouvelle-Aquitaine.

## Présentation

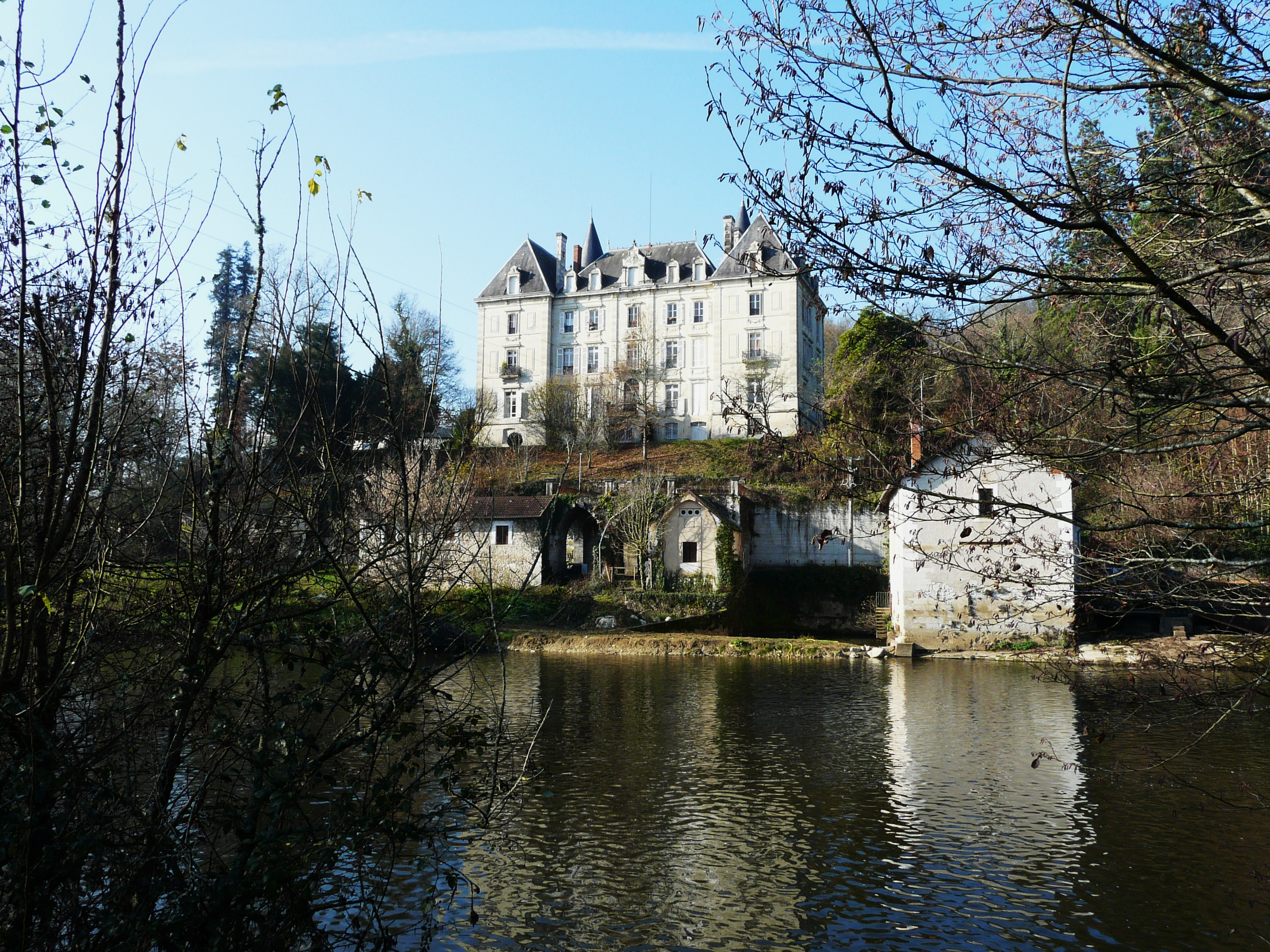
Le château en surplomb de l’Isle

Le château de la Roche se situe au centre du département de la Dordogne, au nord-est de la commune d'Annesse-et-Beaulieu, entre la route départementale 3 et l'Isle.
Le logis principal, orienté nord-sud, est flanqué côté ouest de deux tours rondes qui servent d’appui à deux autres logis perpendiculaires au premier. C’est une propriété privée.

## Historique
Sur l’emplacement d’un ancien repaire noble déjà cité au XVIe siècle, le comte Grigori Kouchelev-Bezborodko fit bâtir le château actuel au XIXe siècle pour son épouse Luboff, dans un style néoclassique.
Au cours de la Seconde Guerre mondiale, le château a accueilli un hospice de vieillards juifs réfugiés. De 1943 aux années 1970, il servit d'annexe de l'Institut Pasteur pour la production de vaccins, d'abord contre le typhus, puis contre la grippe à partir de 1950,. Leur fabrication a été transférée en 1975 dans l'Eure, à Louviers, et le laboratoire a été fermé quelques années après.